# Pyhra
Pyhra är en ort och kommun  i Österrike. Den ligger i distriktet Sankt Pölten-Land i förbundslandet Niederösterreich, 50 kilometer väster om huvudstaden Wien.
Kommunen består av 37 orter (Ortschaften) (inom parentes invånarantal 1 januari 2024):

- Adeldorf (30)
- Aigen (20)
- Atzling (36)
- Auern (108)
- Baumgarten (10)
- Blindorf (21)
- Brunn (92)
- Ebersreith (28)
- Egelsee (28)
- Fahra (47)
- Gattring-Raking (66)
- Getzersdorf (48)
- Heuberg (479)
- Hinterholz (45)
- Hummelberg bei Hinterholz (26)
- Kirchweg (70)
- Nützling (94)
- Oberburbach (37)
- Obergrub (39)
- Oberloitzenberg (11)
- Obertiefenbach (79)
- Perersdorf (71)
- Perschenegg (183)
- Pyhra (1 210)
- Reichenhag (100)
- Reichgrüben (41)
- Schauching (112)
- Schnabling (92)
- Steinbach (4)
- Unterburbach (10)
- Unterloitzenberg (10)
- Wald (210)
- Weinzettl (26)
- Wieden (43)
- Windhag (2)
- Zell (39)
- Zuleithen (26)